# Овчарня

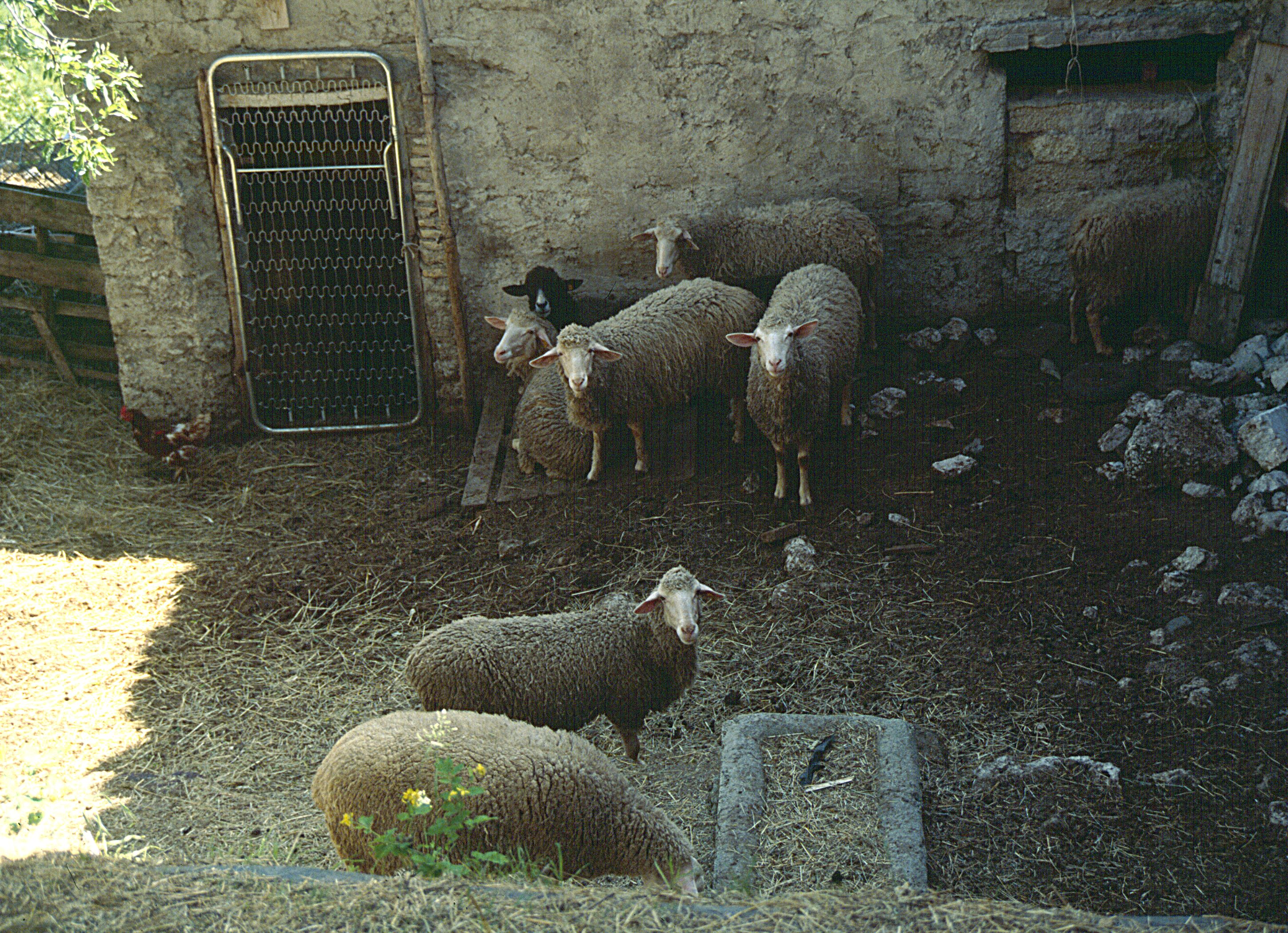
Овчарня в Ортона-деи-Марси

Овча́рня, или коша́ра — помещение для содержания овец.

## Описание
Диалектные названия овчарни: в Тверском крае — овчани́к, в Тамбовском, Курском и Тульском краях — овча́ру́х; в Оренбургском крае — кошар, в Южной России — кош.
Для комфортного содержания животных она должна быть сухой, просторной и без сквозняков, но при этом должна обеспечиваться хорошая циркуляция воздуха. Овцы плохо переносят температурные перепады, поэтому овчарня должна быть утеплена и иметь систему отопления, равномерно прогревающую помещение в холодные времена года. Кроме этого овчарню, часто делают с низкими стенами (высотой 1 — 1,2 метра), утеплённой крышей, земляным полом и обеспечивают хорошее освещение (отношение площади окон к площади пола 1:20). Внутри овчарни устанавливается необходимое количество кормушек, водопойных корыт, переносных щитов, клеток для отдельного содержания овцематок, баранов, молодняка. Поскольку большую часть времени овцы проводят на свежем воздухе, она должна располагаться вблизи пастбищ.
В Тале (Саксония) в 1809 году была построена Гадегастом знаменитая овчарня, овцы которой доставляли шерсть, замечательную по своей тонкости.